# Amphithéâtre de Pompéi
L'amphithéâtre de Pompéi fut construit vers 80 av. J.-C. Situé dans l'angle sud-est de l'enceinte de Pompéi. C'est l'un des plus anciens amphithéâtres permanents du monde romain.

## Histoire
Il fut construit à l'initiative et aux frais des deux plus hauts magistrats de la cité, les duumvirs quinquennaux Caius Quinctius Valgus et Marcus Porcius. Au moment de la construction de l'édifice, le mot amphithéâtre n'existait pas encore. L'inscription commémorative que nous ont laissée les commanditaires emploie le mot spectacula, c'est-à-dire « lieu de spectacles ».
C'est dans cet amphithéâtre qu'eut lieu en 59 ap. J.C une rixe entre la plèbe de Pompéi et celle de la ville voisine de Nocera (ville de Campanie), durant un combat de gladiateurs, qui dégénéra rapidement. À la suite de cet incident, Néron et le Sénat de Rome interdirent pour dix ans la tenue de combats et prononcèrent l'exil de l'organisateur du spectacle, Livinéius Régulus. L'interdiction fut sans doute levée, puisque des jeux eurent lieu pour le salut de Néron, probablement en 64, peut-être sur l'intercession de son épouse, l'impératrice Poppée.
En 1748, Roque Joaquín de Alcubierre procéda à des sondages sur l'emplacement de l'amphithéâtre. Comme il était persuadé d'avoir découvert les ruines de Stabies, il baptisa l'édifice teatro stabiano. Les fouilles ne livrant pas les objets d'art qu'il recherchait, il l'abandonna pour fouiller Herculanum. L'amphithéâtre ne fut finalement complètement dégagé qu'au début du XIXe siècle, en 1823.
En 1971, Adrian Maben tourne le film musical Pink Floyd: Live at Pompeii en utilisant, comme décor, cet amphithéâtre.
Les 7 et 8 juillet 2016, David Gilmour, l'ancien membre de Pink Floyd, y fait deux spectacles lors de sa tournée Rattle That Lock Tour. Un film, sorti en 2017, a suivi.

## Description

Plan général de Pompéi. L'amphithéâtre occupe la pointe sud-est.

L'amphithéâtre est situé au sud-est de la ville, dans un quartier d'urbanisation peu dense, en face de la grande palestre et proche de la porte du Sarno et de celle de Nocera, ce qui offre des facilités de desserte pour les spectateurs.
De forme elliptique, il possédait quelque 20 000 places, et ses mesures extérieures étaient de 140 mètres de long et 105 mètres de large, pour une arène centrale de 66,8 mètres sur 35,4 mètres. Il prend appui sur un terre-plein et sur une partie de la muraille de la ville, et l'arène comme les premiers gradins sont surcreusés dans le sol sur plusieurs mètres.
À l'origine, les sièges des spectateurs étaient en bois. Ils furent progressivement remplacés par des sièges en pierre par des duumvirs qui offraient des gradins supplémentaires. Le tremblement de terre de 62 fissura les voûtes conduisant à l'arène, qui durent être renforcées par des arcs de briques. Deux inscriptions mentionnent que Caius Cuspius Pansa et son fils ont restauré l'amphithéâtre à leurs frais. Au moment de la destruction de la ville en 79, tous les gradins n'étaient pas encore équipés de sièges en pierre.
Deux portes, l'une située au nord et l'autre située au sud, donnent directement sur l'arène par un couloir voûté. Le couloir nord  est dans le grand axe de l'édifice, tandis que le couloir sud lui est perpendiculaire, de façon à ne pas venir buter sur les murs de la ville. L'entrée nord était décorée de statues.
À la différence des autres amphithéâtres romains construits plus tard, celui de Pompéi ne possède pas de souterrains, où hommes et bêtes attendaient d'être introduits dans l'arène par des trappes. À Pompéi, des petites pièces situées aux entrées nord et sud remplissaient sans doute cette fonction. L'édifice est néanmoins déjà équipé d'un velum, c'est-à-dire d'une couverture en toile qui était déployée en cas de pluie ou de fort ensoleillement : de nos jours, on peut encore apercevoir les anneaux qui servaient de points d'ancrage pour les mâts de soutien du velum.

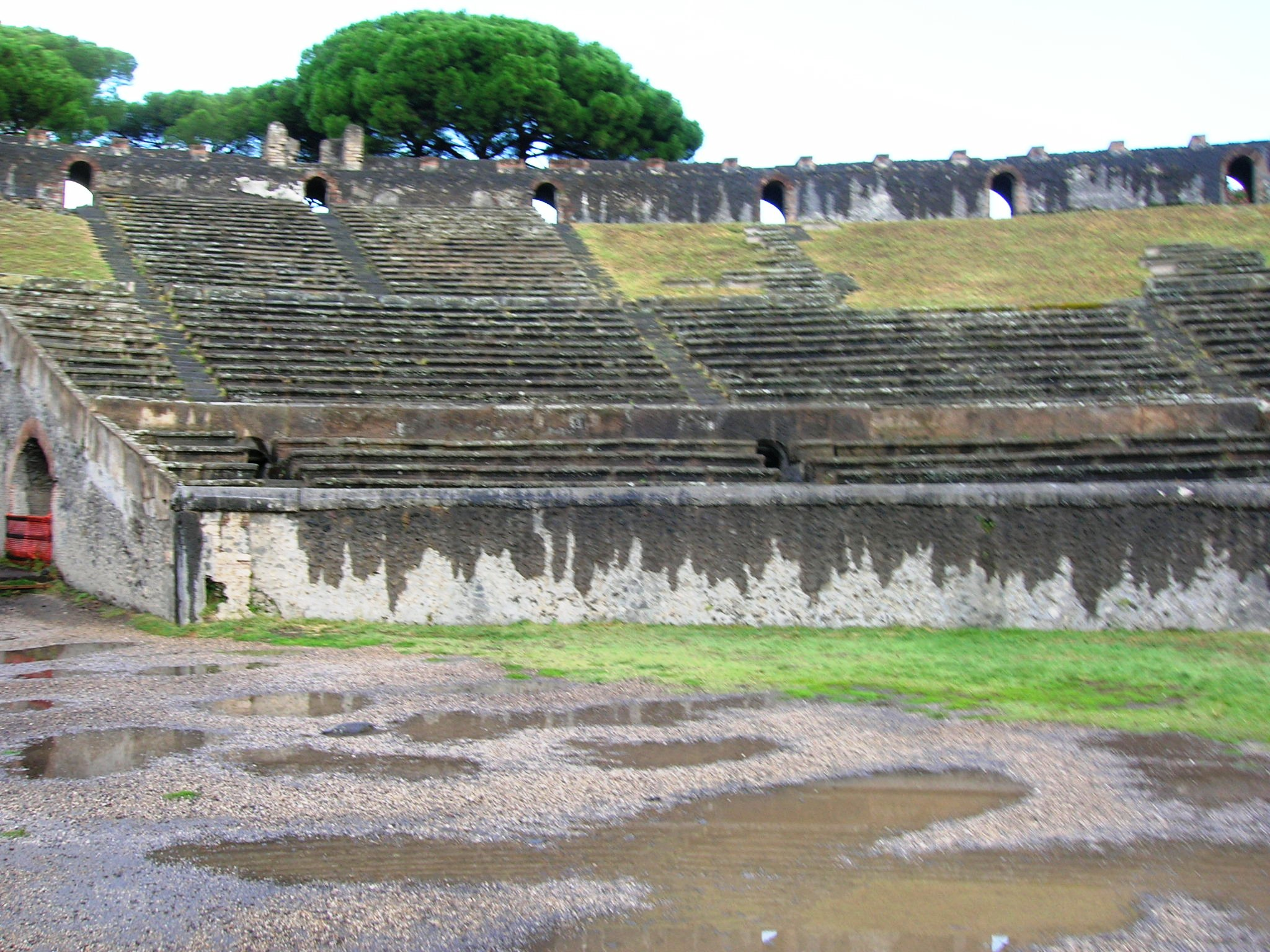
L'arène, les trois niveaux de gradins, au fond la galerie supérieure.

Les gradins (cavea en latin) étaient divisés en trois parties séparées les unes des autres par des couloirs de circulation flanqués de balustrades : à partir du bas une première volée de cinq gradins, appelée ima cavea, puis une volée de douze gradins appelée media cavea, enfin une dernière volée de dix-huit gradins appelée summa cavea. Au-dessus, les loges de la galerie supérieure recevaient les spectateurs les plus éloignés de l'arène.
Les spectateurs étaient répartis selon leur statut social : l'ima cavea était réservée à l'élite, tandis que les autres catégories sociales occupaient la media cavea et la summa cavea. À l'intérieur de l'ima cavea, il existait une distinction supplémentaire : sur le petit axe, de part et d'autre de l'arène, la partie centrale ne comportait que quatre gradins plus spacieux, où l'on installait des sièges amovibles, appelés bisellia, réservés aux notables.

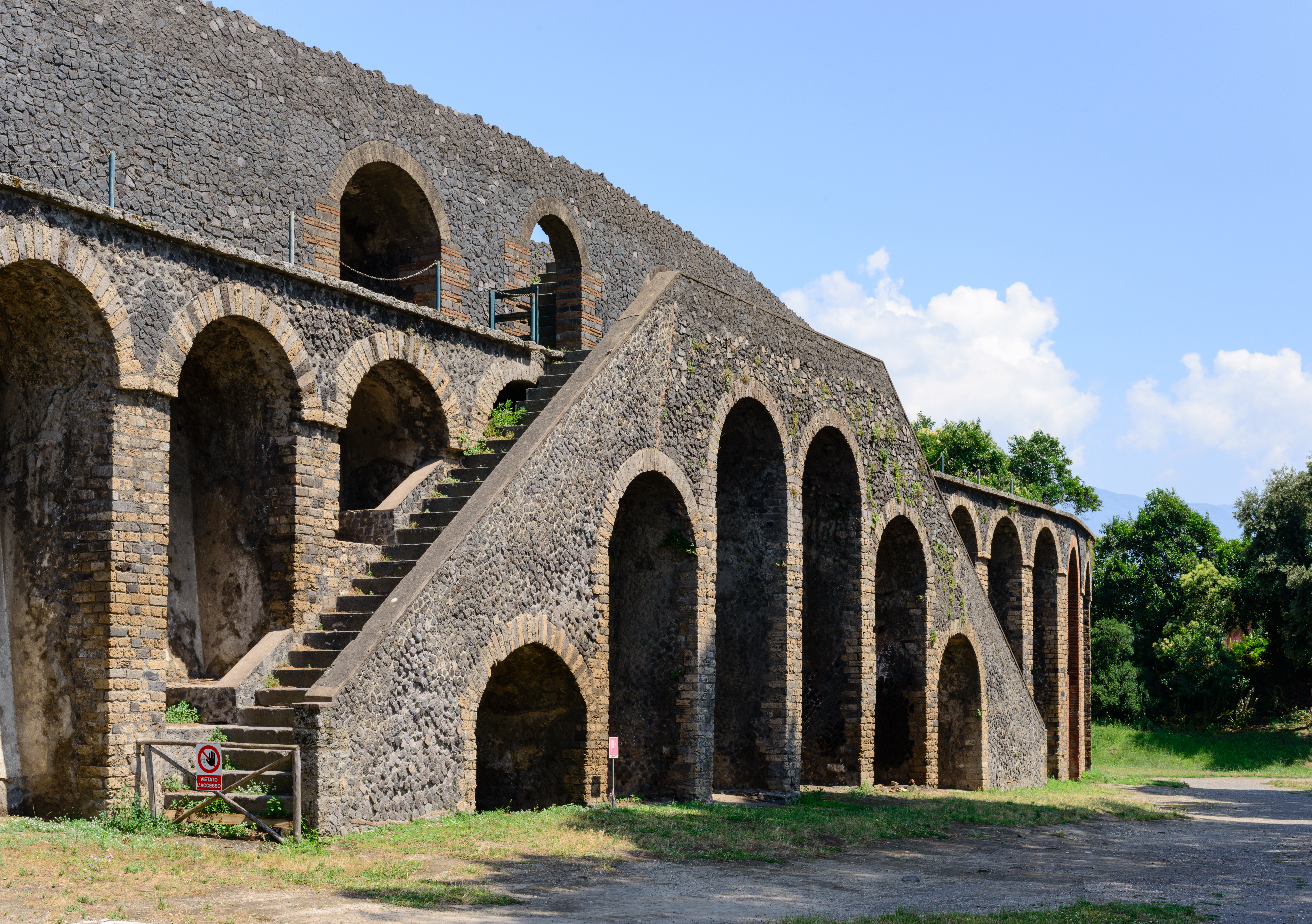
Escaliers extérieurs.

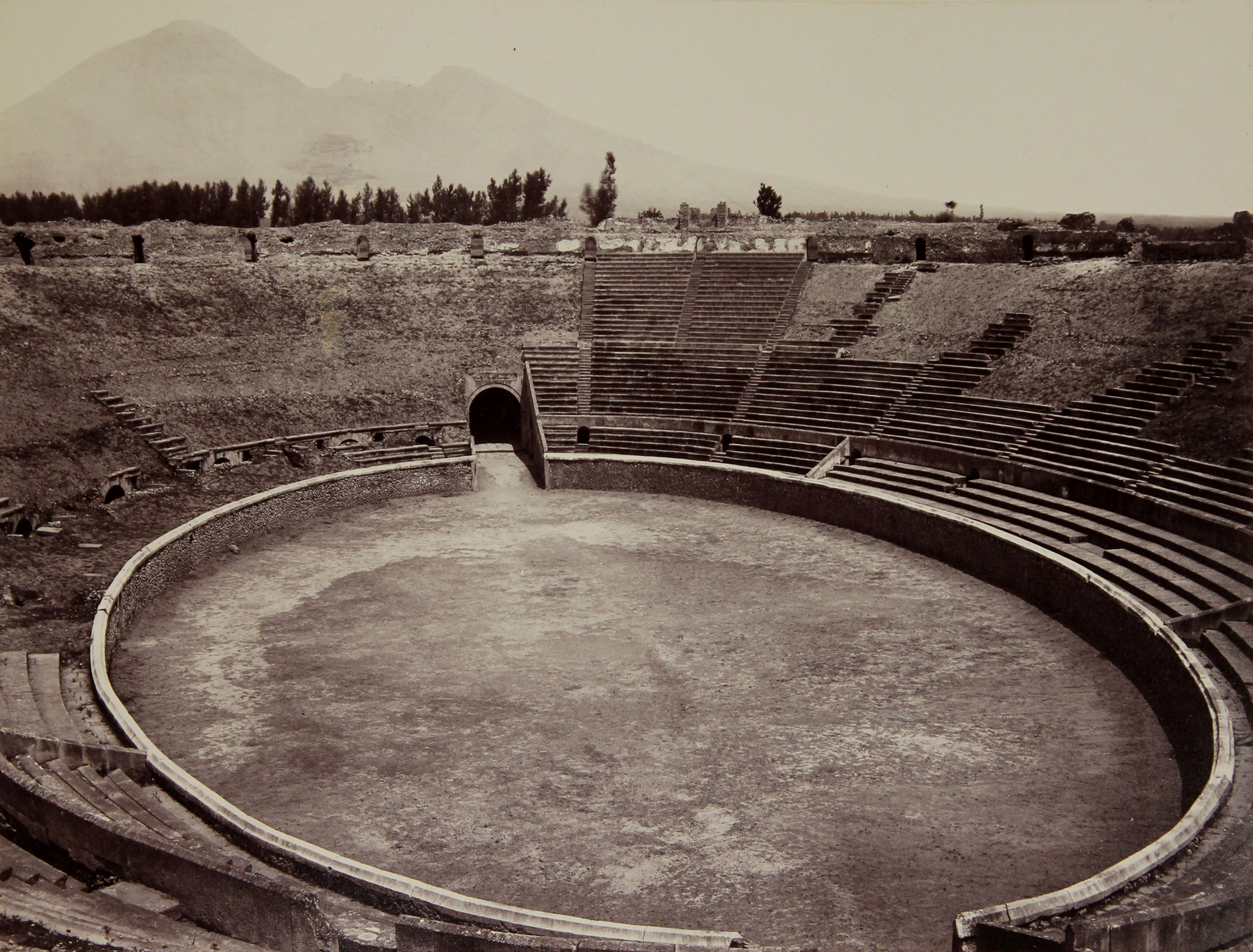
Giorgio Sommer. L'amphithéâtre vers 1870, photographie.

Deux escaliers d'accès escarpés, situés à l'extérieur de l'édifice, donnaient accès à un passage qui faisait le tour du bâtiment et d'où l'on descendait par des escaliers vers les gradins supérieurs. Cette solution de facilité  alourdit l'architecture extérieure et ne sera pas reprise par les architectes des amphithéâtres  postérieurs. Dans le petit axe du bâtiment, des passages menaient depuis l'extérieur vers des couloirs circulaires appelés cryptæ, qui permettaient d'accéder à l'ima cavea, de sorte que les membres de l'élite de la ville ne devaient même pas se mêler au peuple en rejoignant leurs places.
Entre les passages qui mènent aux cryptæ, s'ouvre une porte discrète qui mène directement à l'arène par un couloir très étroit. On suppose qu'il s'agit de la porta Libitinensis, c'est-à-dire la porte par laquelle on évacuait les gladiateurs et les animaux tués.
Le parapet de deux mètres de haut qui séparait les premiers rangs de spectateurs de l'arène, était décoré de peintures. Les intempéries les firent disparaître peu de temps après leur découverte en 1815. On en avait heureusement fait des copies : elles représentaient des scènes mythologiques, mais surtout des scènes représentant les combats, notamment la représentation très instructive du début d'un combat en présence d'un arbitre, chaque gladiateur étant accompagné de ses assistants qui portent une partie de son équipement.

## Jeux
Dans cet édifice imposant se déroulaient les rencontres de lutteurs, les combats de gladiateurs ou d'hommes contre des bêtes (venationes), offerts par les magistrats de la ville pour leur élection, lors des fêtes annuelles, et pour toute occasion exceptionnelle comme l'inauguration d'un monument. Les inscriptions permettent d'en connaître le calendrier : de février à juin, avec plusieurs représentations en avril, puis fin novembre. Les jeux pouvaient durer jusqu'à trois, quatre ou cinq jours, et opposer couramment vingt paires de gladiateurs, voire trente-cinq.
Ces jeux étaient fort prisés des Pompéiens, comme en témoignent de nombreux graffitis ainsi que les edicta munerum, c'est-à-dire les annonces des programmes des jeux, dont on a retrouvé 75 exemplaires.